# Fra Ventura iz Ferma
Fra Ventura iz Ferma, jedan od najranijih poznatih graditelja portativa i orgulja u Hrvatskoj. Sagradio je orgulje u Splitu u crkvi sv. Duje, a prema ugovoru trebao ih je sagraditi do 1412. godine. Fra Ventura je prvi orguljaš i učitelj orguljanja u službi katedrale i grada Splita.